# Выставкин, Юрий Николаевич
Юрий Николаевич Выставкин — советский баскетболист.

## Карьера
Сын Н. И. Выставкина — заслуженного мастера спорта СССР, чемпиона СССР (молот, ядро).
В 1959 году становится победителем Универсиады в Турине.
Неоднократно становился призёром чемпионатов СССР в составе киевского Строителя.
По окончании карьеры — телекомментатор и журналист, специализировался на баскетбольной тематике.